# SNCF 141 R
Die 141 R der französischen Staatsbahn SNCF ist eine Dampflokomotivbaureihe mit der Achsfolge 1’D1’ (auch als „Mikado“ bezeichnet). Sie stellte gewissermaßen ein Kuriosum auf deren Gleisen dar, da sie nicht den französischen Konstruktionsprinzipien entsprach, sondern das robuste Design der US-amerikanischen Dampfloks aufwies. Von 1945 bis 1974 waren die 1323 Lokomotiven auf dem größten Teil des französischen Streckennetzes im Einsatz und bespannten sowohl schwerste Express- als auch lange Güterzüge. Im Unterhalt waren sie anspruchslos, die 739 kohlegefeuerten Maschinen unter ihnen verarbeiteten dank eines Stokers problemlos die unterschiedlichsten Kohlequalitäten. In den ersten Jahren nach dem Zweiten Weltkrieg übernahmen die 141 R bei den SNCF rund ein Drittel aller Zugkilometer und 49 % der gesamten Bruttotonnenkilometer. Damit bildete diese Baureihe die bestimmende Größe im französischen Zugbetrieb.

## Geschichte

### Die Anfänge der 141 R
Am Ende des Zweiten Weltkriegs herrschte in Frankreich ein akuter Mangel an Lokomotiven. Von den im August 1939 gezählten 13.212 in Betrieb befindlichen Maschinen der SNCF waren nach der Befreiung des Landes im Oktober 1944 nur noch 5824 betriebsfähig vorhanden. 4143 Loks, darunter vor allem leistungsstarke Zweizylindermaschinen, hatte (Stand 15. Juni 1943) die SNCF an die Deutsche Reichsbahn abgeben müssen. Weitere Lokomotiven fielen den alliierten Angriffen und Sabotageakten der Résistance zum Opfer.
Mit den in England gebauten 140 W und 150 W „Austerity“ sowie den amerikanischen 140 U „Front Français“ kamen im Zuge der Operation Overlord 951 Lokomotiven für den Transport von Militärzügen ins Land. Diese einfachen Maschinen, die mit ihrer Achslast von 15,5 t im gesamten französischen Netz verkehren konnten, waren jedoch speziell für diesen Zweck und nicht für eine lange Lebensdauer konzipiert.
Für den Wiederaufbau des Landes und die Versorgung der Großstädte bedurfte es großer Transportkapazitäten. Die französische Industrie war infolge der erlittenen Kriegsschäden jedoch nicht in der Lage, dem Mangel an Triebfahrzeugen entgegenzuwirken. Deshalb entschied die Provisorische Regierung der Französischen Republik Ende 1944, eine größere Stückzahl „Mikado“-Dampflokomotiven bei US-amerikanischen und kanadischen Lokomotivherstellern in Auftrag zu geben. Bereits im ersten Halbjahr 1944 hatte man eine Kommission ins Leben gerufen, die die grundlegenden Modalitäten dieser französisch-amerikanischen Zusammenarbeit definieren und die Angebote der amerikanischen Firmen erfassen sollte. Im Zuge mehrerer Studienreisen in die USA wurde das Lastenheft für eine Lokomotive vorbereitet, die zugkräfig, robust, unproblematisch im Unterhalt, einfach und schnell zu bauen, leicht zu bedienen und zudem preiswert sein sollte. Im Herbst 1944 wurden die Ergebnisse von der SNCF geprüft und die ursprünglichen Pläne französischen Belangen angepasst. So wurden die Verwendung von Normteilen (Kessel, Rauchkammern) und die Schmierung durch Öl anstelle von Fett gefordert. Der minimale Kurvenradius sollte 81 m betragen, um die Maschinen uneingeschränkt in den Betriebswerken bewegen zu können. Zu den wichtigsten Anpassungen gehörte die Verwendung des metrischen Systems, was den Produktionsbeginn verzögerte, da die amerikanischen Werke erst entsprechende Werkzeuge beschaffen mussten. Im Januar 1945 war das Lastenheft fertiggestellt.

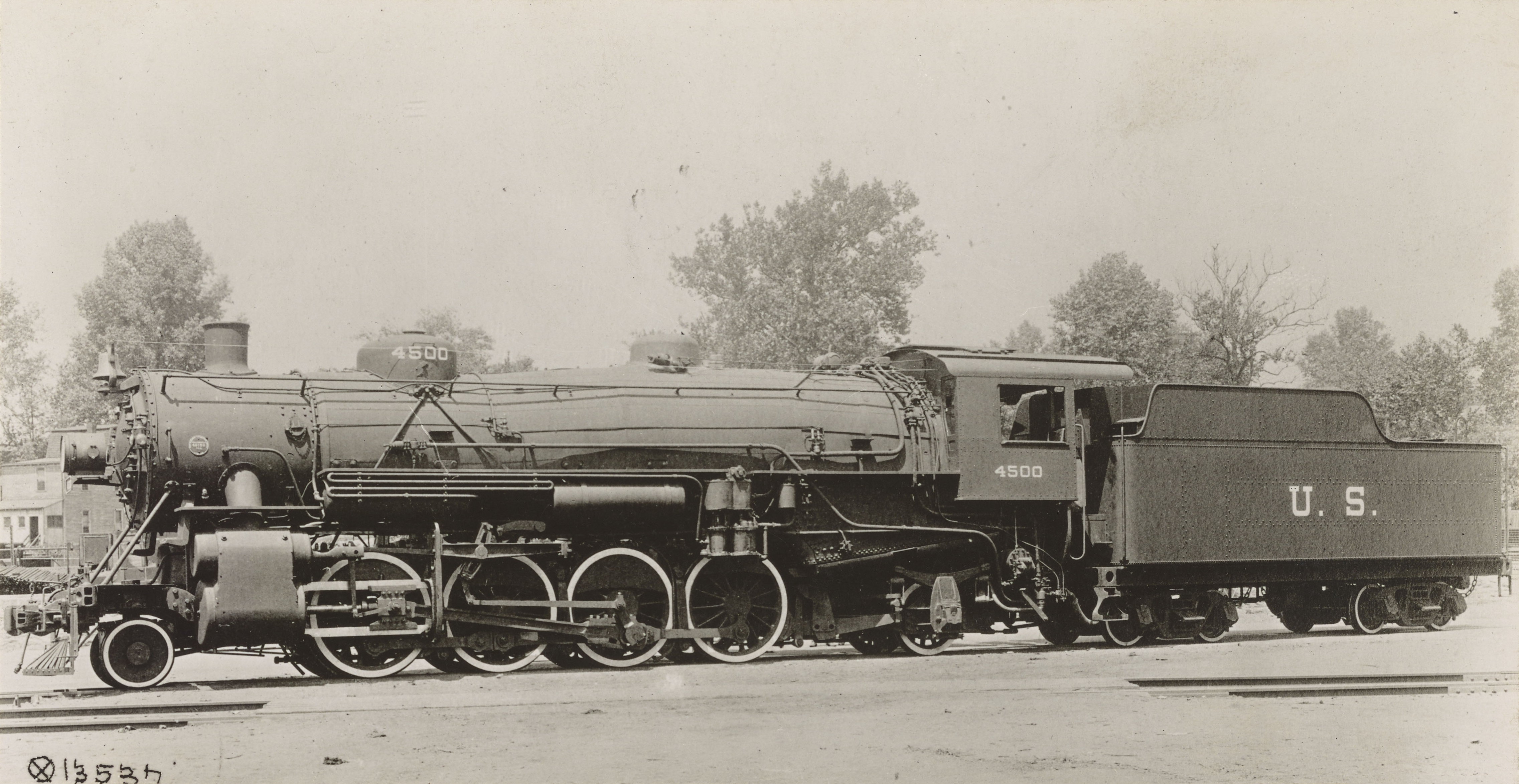
USRA Light Mikado

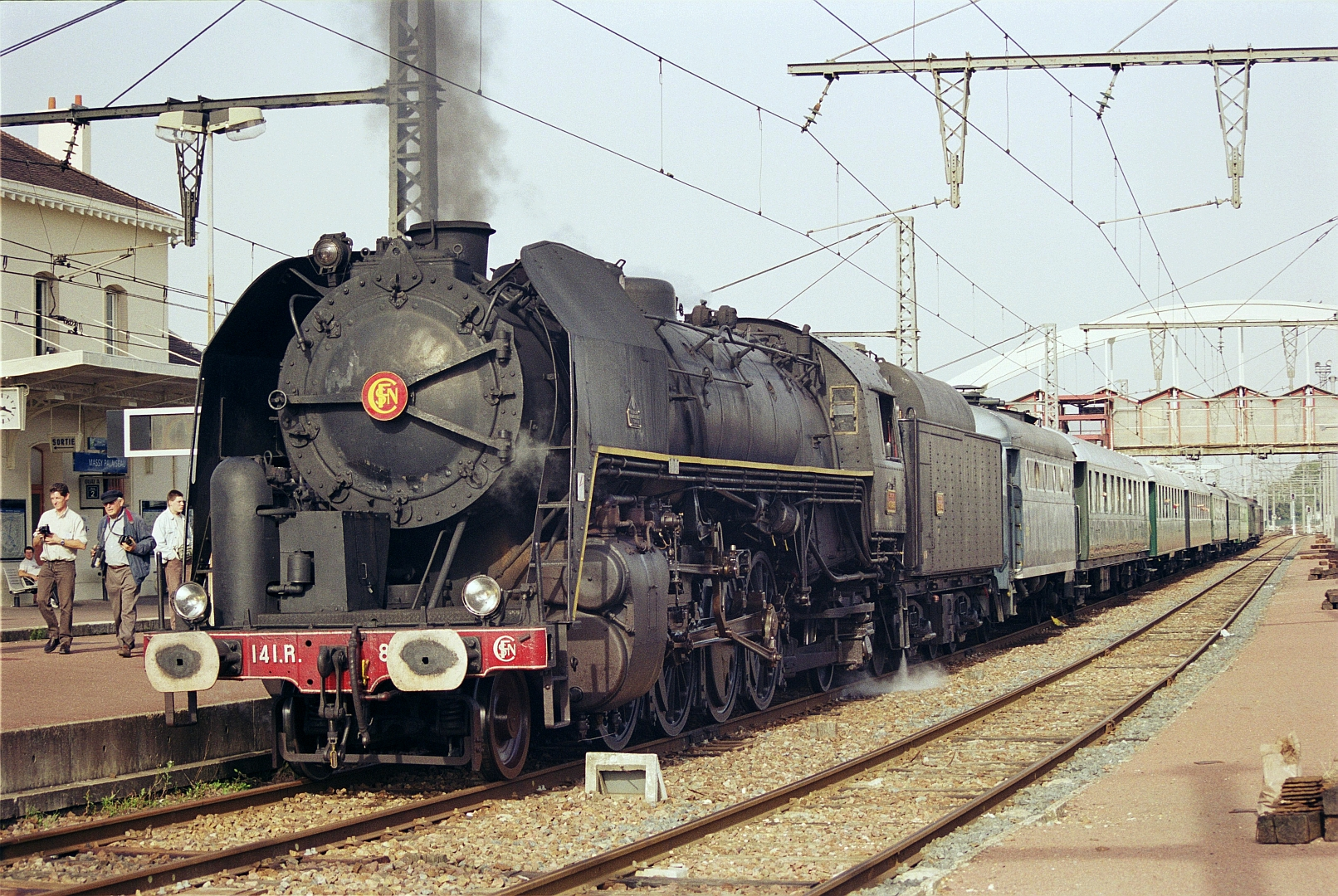
141 R 840 im Bahnhof Massy-Palaiseau der Grande Ceinture, 2001

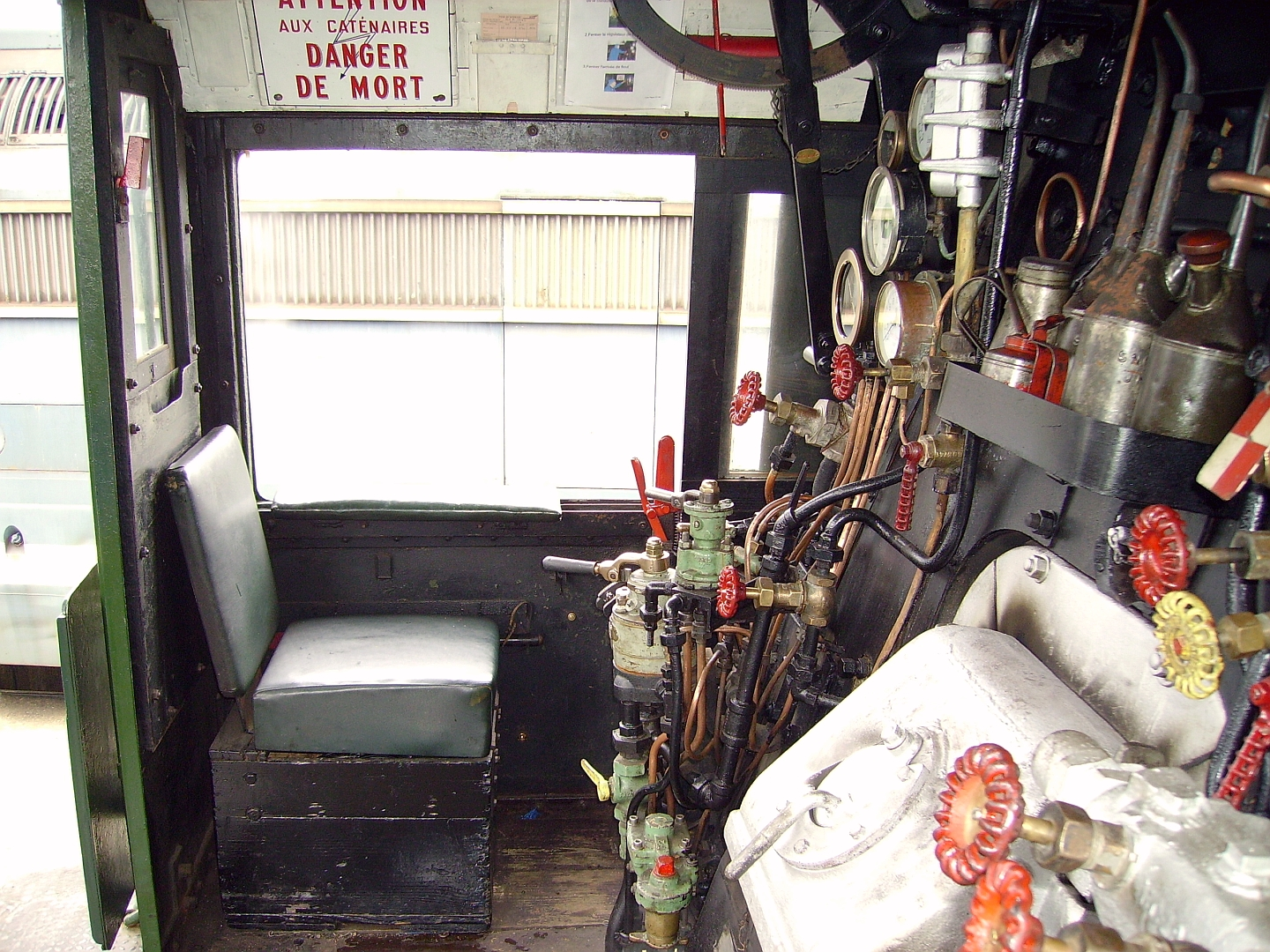
Führerstand der 141 R 1199

Basierend auf der USRA Light Mikado entwickelten die Baldwin Locomotive Works so eine den französischen Verhältnissen angepasste Lokomotive. Diese Anpassungen betrafen vor allem das Lichtraumprofil der SNCF, die europäischen Schraubenkupplungen, Seitenpuffer, Bremsen, den Rückflächenabstand der Radsätze sowie Linkssteuerung etc. Die Finanzierung dieser Lokomotiven erfolgte im Rahmen des Leih- und Pachtgesetzes von 1941 (und nicht des Marshall-Plans, wie oft fälschlicherweise angenommen und verbreitet). Die Höhe des benötigten Kredits belief sich auf 170 Millionen Dollar.
Die erste Serie von 700 Maschinen wurde im Februar 1945 in Auftrag gegeben. Die Produktion wurde dabei zwischen den größten drei US-amerikanischen Lokomotivherstellern aufgeteilt: Baldwin Locomotive Works in Chester (Pennsylvania), American Locomotive Company (Alco) in Schenectady (New York) und Lima Locomotive Works in Lima (Ohio). Dem Baureihenschema der SNCF entsprechend erhielten sie hinter der die Achsanordnung bezeichnenden Ziffernfolge (für eine vordere Laufachse, vier Kuppelachsen und eine hintere Laufachse) den Buchstaben R, der den Zeitpunkt der ersten Übergabe bezeichnet (für an die SNCF neu ausgelieferte Dampflokomotiven wurden in ununterbrochener Folge die Buchstaben P bis U vergeben).
An der zweiten Serie von 640 Maschinen waren auch die kanadischen Hersteller Montreal Locomotive Works in Montreal und die Canadian Locomotive Company in Kingston (Ontario) beteiligt.

### Kurze Lieferzeiten
Die amerikanischen Hersteller verfügten am Ende des Zweiten Weltkriegs über sehr moderne Produktionsmittel. Die Arbeitsweise in der Montage der Lokomotiven ähnelte jener in der Automobilindustrie. Somit konnte die erste Serie von 700 Maschinen innerhalb von nur elf Monaten produziert werden (von Juli 1945 bis Mai 1946).
Zum Vergleich: Die französischen Schneider-Werke benötigten vier Jahre, um die 35 Maschinen der Baureihe 241 P zu produzieren (von Juni 1948 bis Juli 1952).
Die erste Lokomotive der Baureihe, die von Lima gebaute 141 R 1, verließ bereits am 30. Juli 1945 die Werkshallen. Als erste kam die 141 R 466 mit dem Frachtschiff Harold Wilson in Frankreich an und wurde am 3. November 1945 im Hafen von Marseille entladen. Im April 1946 war die letzte der 700 Maschinen umfassenden ersten Serie fertiggestellt. Mit der 141 R 1340 verließ im Juli 1947 die letzte Lok der Baureihe die Werkshallen der Canadian Locomotive Company; sie wurde, wie 755 weitere 141 R zuvor, am 5. September 1947 im Hafen von Cherbourg entladen.
| Hersteller                  | Fabriknummern | Anzahl | Betriebsnummern   |
| --------------------------- | ------------- | ------ | ----------------- |
| Lima Locomotive Works       | 8867–9046     | 180    | 141 R 1 – 180     |
| American Locomotive Company | 74054–74313   | 260    | 141 R 181 – 440   |
| Baldwin Locomotive Works    | 72254–72513   | 260    | 141 R 441 – 700   |
| Baldwin Locomotive Works    | 72699–72763   | 65     | 141 R 701 – 765   |
| Baldwin Locomotive Works    | 72857–72897   | 41     | 141 R 766 – 806   |
| Baldwin Locomotive Works    | 72928–72981   | 54     | 141 R 807 – 860   |
| American Locomotive Company | 73934–74053   | 120    | 141 R 861 – 980   |
| American Locomotive Company | 74833–74872   | 40     | 141 R 981 – 1020  |
| Lima Locomotive Works       | 9112–9211     | 100    | 141 R 1021 – 1120 |
| American Locomotive Company | 74916–74955   | 40     | 141 R 1121 – 1160 |
| Baldwin Locomotive Works    | 72982–73017   | 36     | 141 R 1161 – 1196 |
| Baldwin Locomotive Works    | 73046–73049   | 4      | 141 R 1197 – 1200 |
| Montreal Locomotive Works   | 75010–75109   | 100    | 141 R 1201 – 1300 |
| Canadian Locomotive Company | 2368–2407     | 40     | 141 R 1301 – 1340 |

### Verbleib der 17 fehlenden Lokomotiven
Insgesamt wurden 1340 Maschinen für die SNCF gebaut. Siebzehn Lokomotiven konnten jedoch nicht in Dienst gestellt werden: Die Nummern 1220 bis 1235 und 1241 gingen im April 1947 im Nordatlantik in einem heftigen Sturm vor Neufundland beim Untergang des norwegischen Schwergutfrachters Belpamela verloren. Gerüchte über den angeblichen Verlust einer weiteren Maschine im Hafen von Marseille sind nicht belegt und wurden 2007 formell dementiert.

## Einsatz

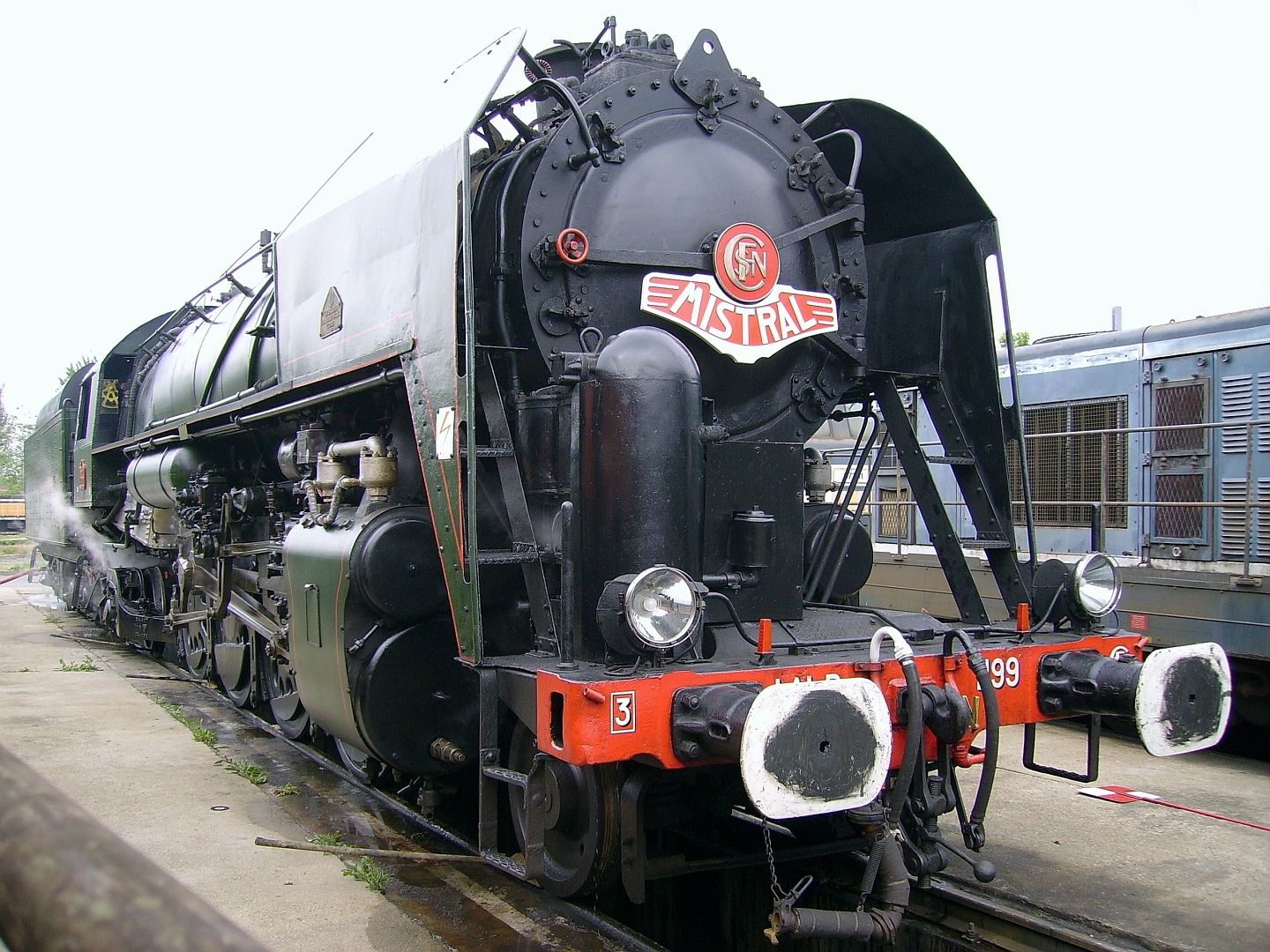
Die Museumslok 141 R 1199 trägt hier ein „Mistral“-Schild, kam jedoch nie vor diesem Zug zum Einsatz.

Zunächst war die Höchstgeschwindigkeit der 141 R auf 90 km/h festgelegt, weshalb sie hauptsächlich im Güterverkehr zum Einsatz kamen. Daran änderte sich wenig, als 1948 die Höchstgeschwindigkeit auf 100 km/h heraufgesetzt wurde. Vor allem die kohlegefeuerten Maschinen („Charbonnières“) verblieben weitgehend beim Güter- und Schnellgüterzugdienst. Die Personale wurden auch bei einem Wechsel unterwegs bis Februar 1947 prinzipiell vom Heimatdepot gestellt. Um die Lokomotiven möglichst effektiv einsetzen zu können, wurde in der Region Nord ein depotübergreifender Pool geschaffen.
In den 1950er Jahren wurde das westliche Netz eine Domäne der ölgefeuerten Maschinen, nur das Betriebswerk Caen blieb den kohlegefeuerten 141 R treu. Jedoch kehrten etliche Charbonnières im folgenden Jahrzehnt dorthin zurück, wo sie in Argentan die 141 P unterstützten und in Thouars die 141 C ersetzten. Von der Regel abweichend wurden die kohlegefeuerten 141 R des Depots Argentan des Umlaufs 910 ab Mai 1966 von festen Personalen gefahren. Vor Güterzügen kamen ab 1967 auch Zweifachbespannungen mit Diesellokomotiven der Baureihe BB 66000 vor, wobei letztere stets an der Zugspitze liefen.
Auf der Bahnstrecke Marseille–Ventimiglia wurden bis 1965 insgesamt 31 ölgefeuerte 141 R vor dem nur die erste Wagenklasse führenden Fernzug Mistral zwischen Marseille und Nizza eingesetzt. An der Rauchkammertür trugen sie ein Schild mit dem Namen des Zugs.
1968 wurde die SNCF von der Regierung aufgefordert, eine Anzahl betriebsfähiger Dampflokomotiven als „nationale kalte Reserve“ bereitzuhalten. 1971 wurden den Netzregionen daher insgesamt 80 ölgefeuerte 141 R zugeteilt, die im Fall unerwarteter Engpässe bei der Verfügbarkeit von Diesellokomotiven eingesetzt werden sollten. 1972 kamen Maschinen dieses Pools während der Schulferien zum Einsatz, gegen Ende jenes Jahres dann als Folge eines Bergsturzes beim Tunnel du Grand Rocher, der die Bahnstrecke Culoz–Modane unterbrach, vor Zügen der Relation Ambérieu–Modane. 1973 wurde ihre Zahl auf 38 Lokomotiven verringert, Ende 1974 wurde die kalte Reserve aufgegeben.

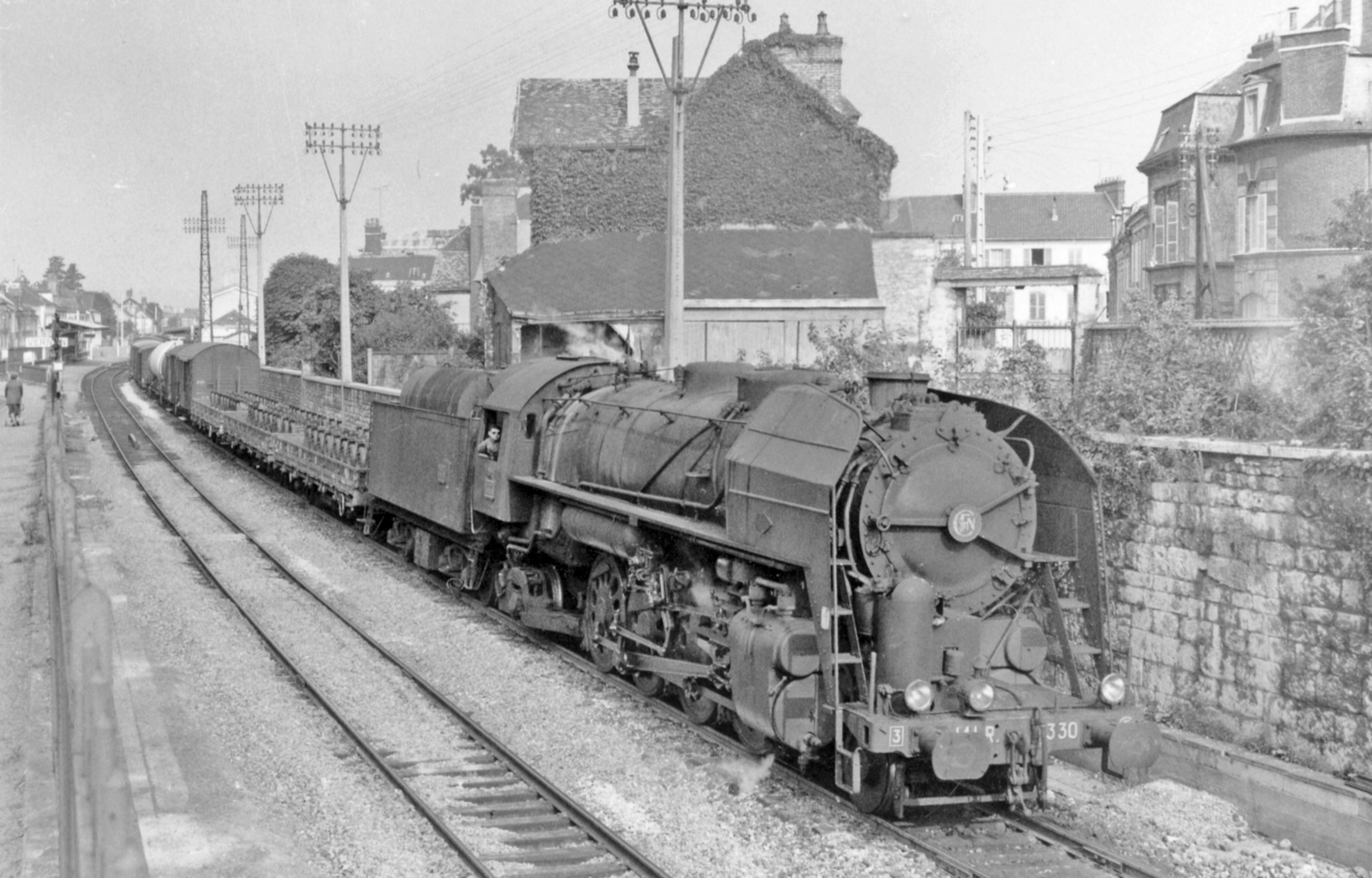
Ölgefeuerte 141 R in Vernon (Eure) (1963)
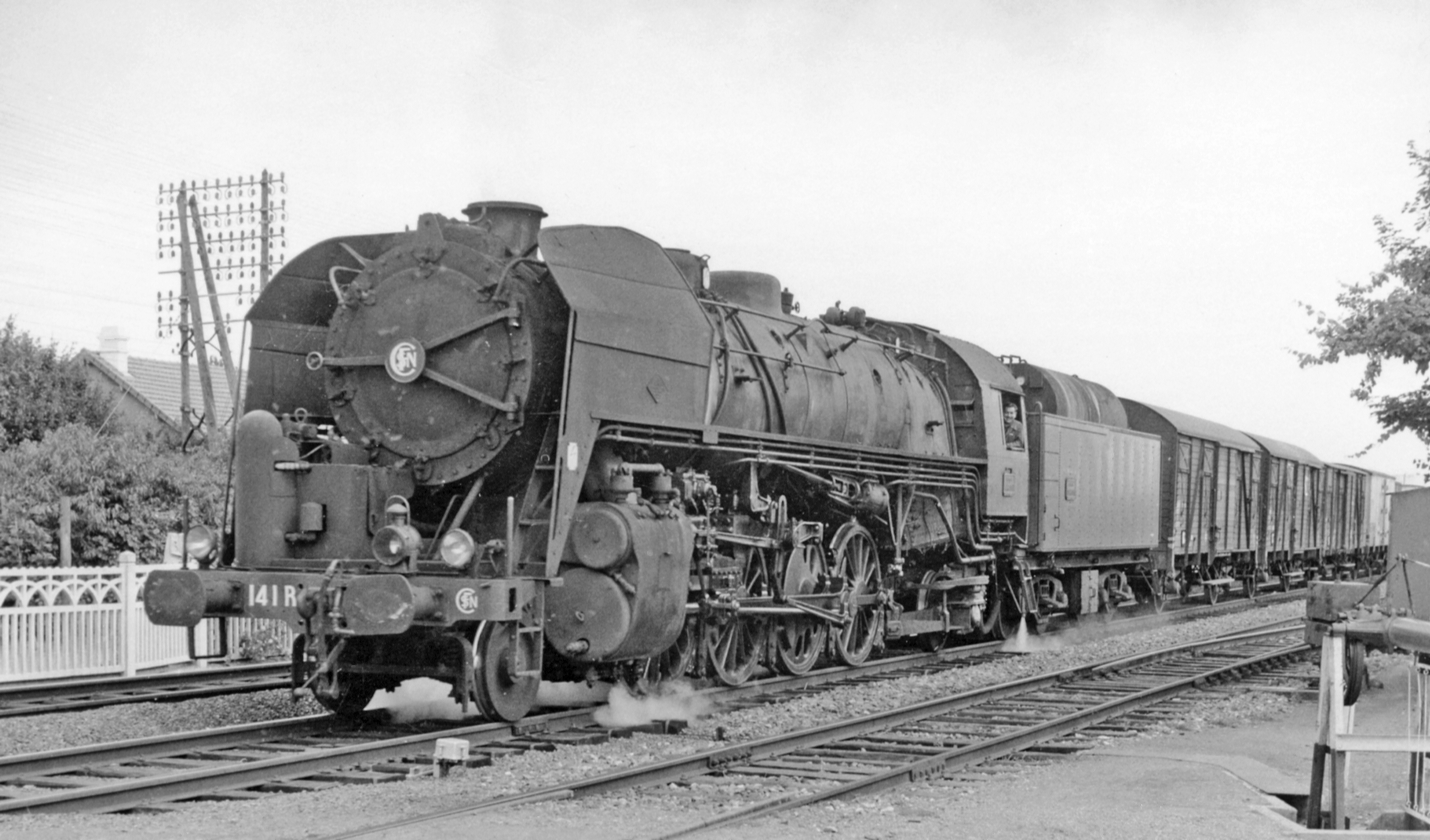
141 R mit Güterzug in Chenonceaux (1963)
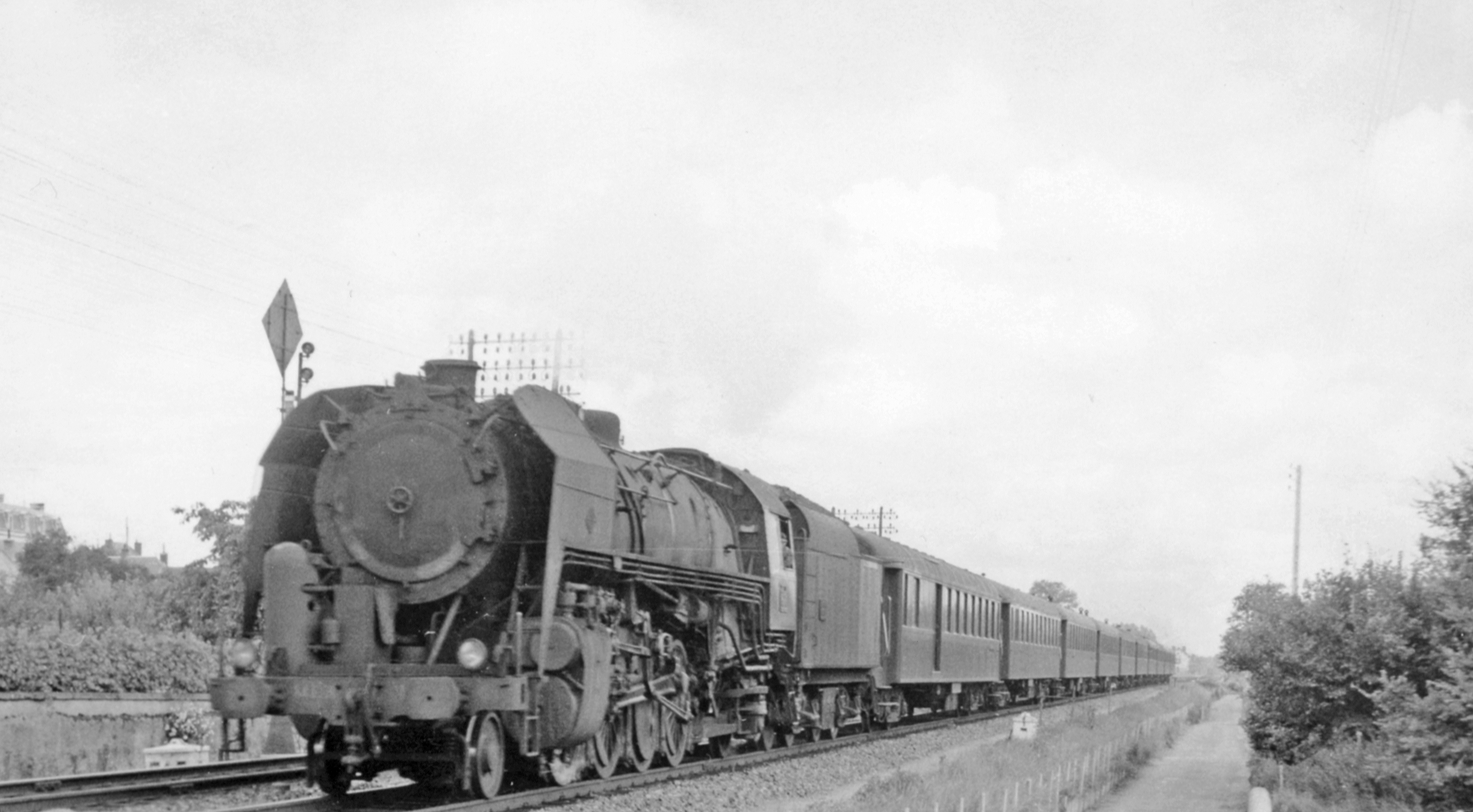
Kohlegefeuerte 141 R vor einem Reisezug in Chenonceaux (1963)

### Ausmusterung
Die Lokomotiven blieben bis zum offiziellen Ende des Dampfbetriebs der SNCF im Einsatz. Am 29. März 1974 war mit der 141 R 420 letztmals eine Dampflokomotive mit einem regulären Zug von Béning nach Sarreguemines unterwegs. Die letzte im Dienst befindliche Maschine war die 141 R 73 des Betriebswerks Sarreguemines. Sie überführte am 31. März 1974 den Hilfswagen ihres Betriebswerks nach Forbach, bevor sie am 4. April 1974 abgestellt wurde.

### Wissenswertes
Die 141 R 1187 bewies ihre Leistungsfähigkeit, als sie am 19. Oktober 1975 auf einer Sonderfahrt mit einer Anhängelast von ca. 250 t in einer Steigung von 25 ‰ fast 60 km/h erreichte. Diese Lokomotive ist jetzt als Exponat im Eisenbahnmuseum Mülhausen („Cité du Train“) ausgestellt. Weitere Lokomotiven der Baureihe sind ebenfalls in Frankreich erhalten (siehe unten).

## Technik
Die Lokomotiven wiesen entweder einen Barren- oder einen Integralstahlgussrahmen und einen leistungsfähigen Kessel auf, die Laufachsen waren in Bisselgestellen gelagert. Die stabilen Rahmen boten gute Voraussetzungen für hohe Geschwindigkeiten; wegen der Bisselgestelle und der durch den verhältnismäßig rauen Lauf hohen Beanspruchung des Oberbaus war ihre Höchstgeschwindigkeit jedoch auf 100 km/h beschränkt. Der Kessel besaß eine Verbrennungskammer und zwei Nicholson-Thermosyphons, im Druck wurde er auf 15,5 kp/cm² begrenzt. Dank einer hohen Überlastbarkeit bei einer Gesamtheizfläche von 250,74 m² konnten im Alltagsbetrieb mehr als 2500 PS am Zughaken erzielt werden.
Die erste Bauserie umfasste 700 kohlegefeuerte Maschinen mit einem Stoker und einer amerikanischen Saugzuganlage (Self-cleaning Front End). Von den 623 Lokomotiven der zweiten Serie, die mit Kylchap-Saugzuganlagen ausgerüstet wurden, waren 584 mit einer Ölfeuerung ausgestattet. Äußerlich waren die ölgefeuerten Loks leicht am Verschluss der Rauchkammertür in Form eines liegenden Y und einem zentral angebrachten SNCF-Signet erkennbar, während die kohlegefeuerten einen Mittelverschluss mit Handrad besaßen. Zwei ölgefeuerte Maschinen erhielten später (Nr. 842 im Jahr 1962 und Nr. 1201 im Jahr 1968) Rauchkammertüren der ersten Serie.
Auffälliges Merkmal aller 141 R ist das Gehäuse der Speisepumpe des Typs Edna Brass in Form eines senkrecht stehenden, vertikal aufgeschnittenen Zylinders mit kuppelförmiger Abdeckung seitlich vor der Rauchkammertür. Ihr gegenüber ist eine Worthington-Vorwärmerpumpe angebracht.
Die Lokomotiven waren mit vierachsigen Schlepptendern der Baureihe 30 R gekuppelt, deren Wände aus 6 mm starkem Stahl bestanden. Sie fassten in allen Varianten 30 m³ Wasser, jene der 700 Maschinen der ersten Serie nahmen 11 t Kohle auf. Die beiden Drehgestelle entsprachen amerikanischen Bauarten. Die Nummern der Tender waren identisch denen der Loks, mit denen sie ausgeliefert wurden. Im Laufe der Zeit wurden jedoch Schlepptender getauscht, ohne dass deren Betriebsnummern entsprechend geändert wurden.
Die Schlepptender der ölgefeuerten Loks existierten sowohl in genieteter als auch geschweißter Bauweise; bei der ersten, 9,50 m³ Öl fassenden Bauart wurde der Tank im Kohlenbunker installiert, die Grundstruktur des Tenders blieb aber unverändert. Daneben wurden für Langläufe optimierte Schlepptender ausgeliefert, die 13,25 m³ Öl fassten.

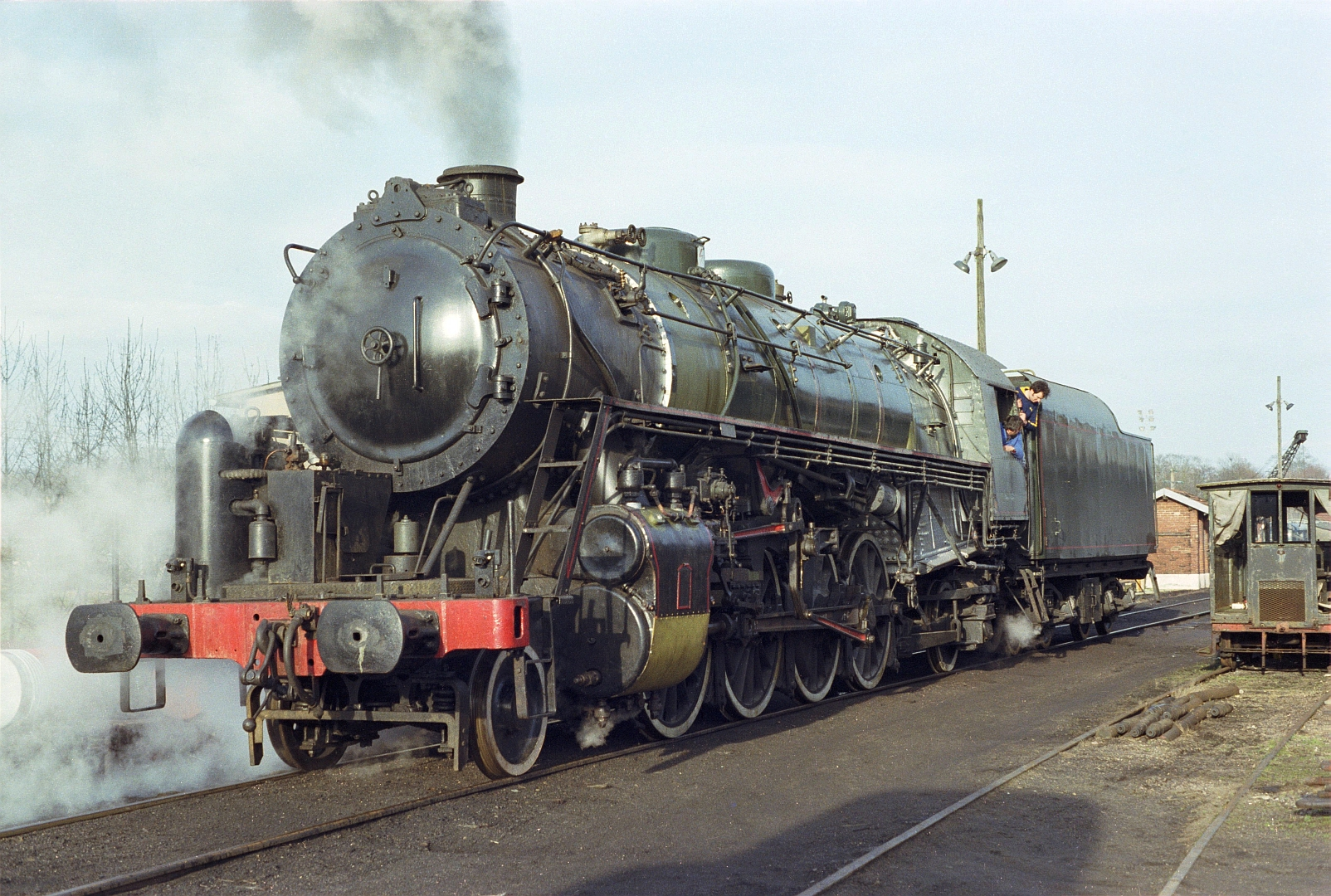
Kohlegefeuerte 141 R 420 in Gray: ohne Windleitbleche, Rauchkammertür mit Handrad (1982)
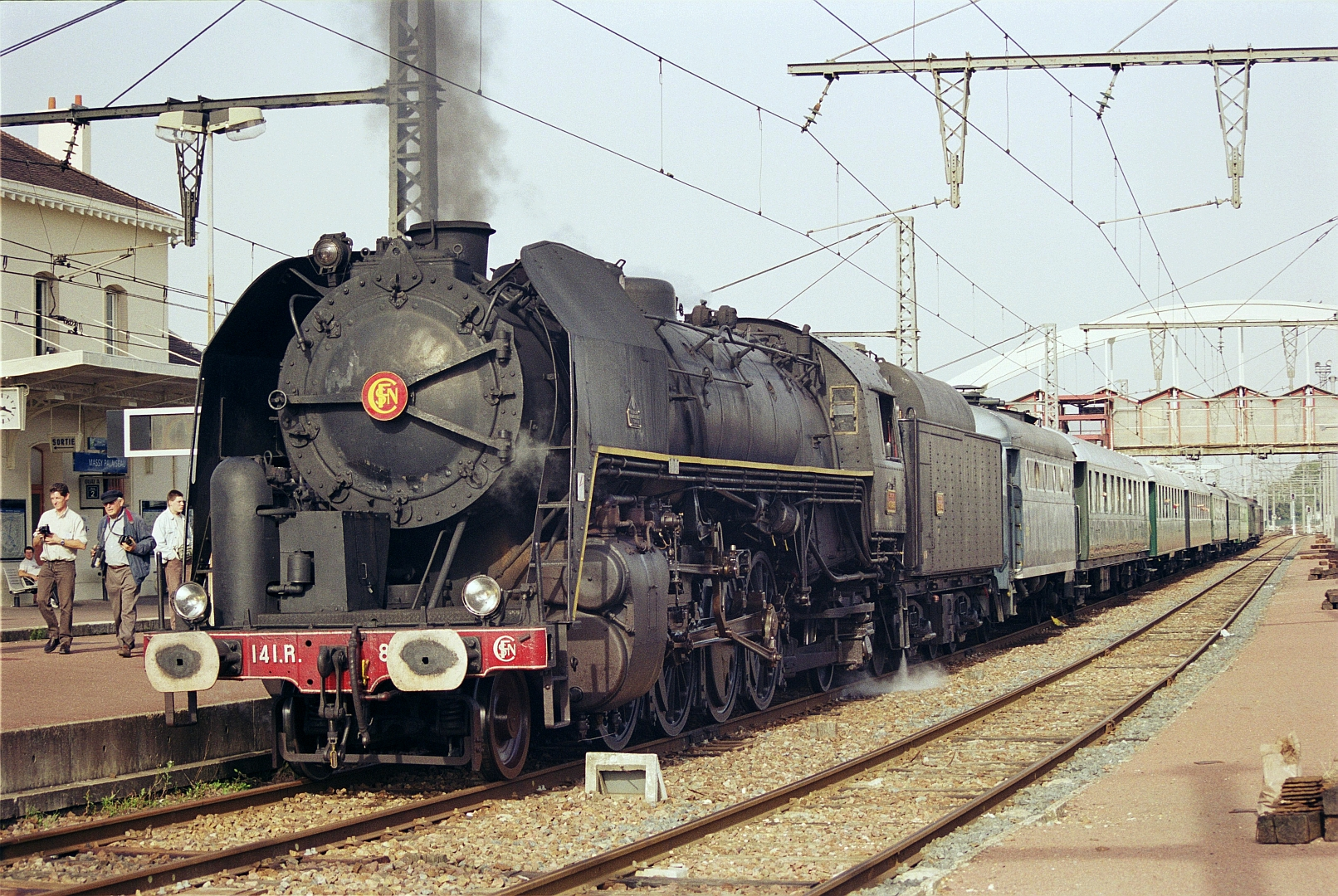
Ölgefeuerte 141 R 840 mit Y-Verschluss der Rauchkammertür
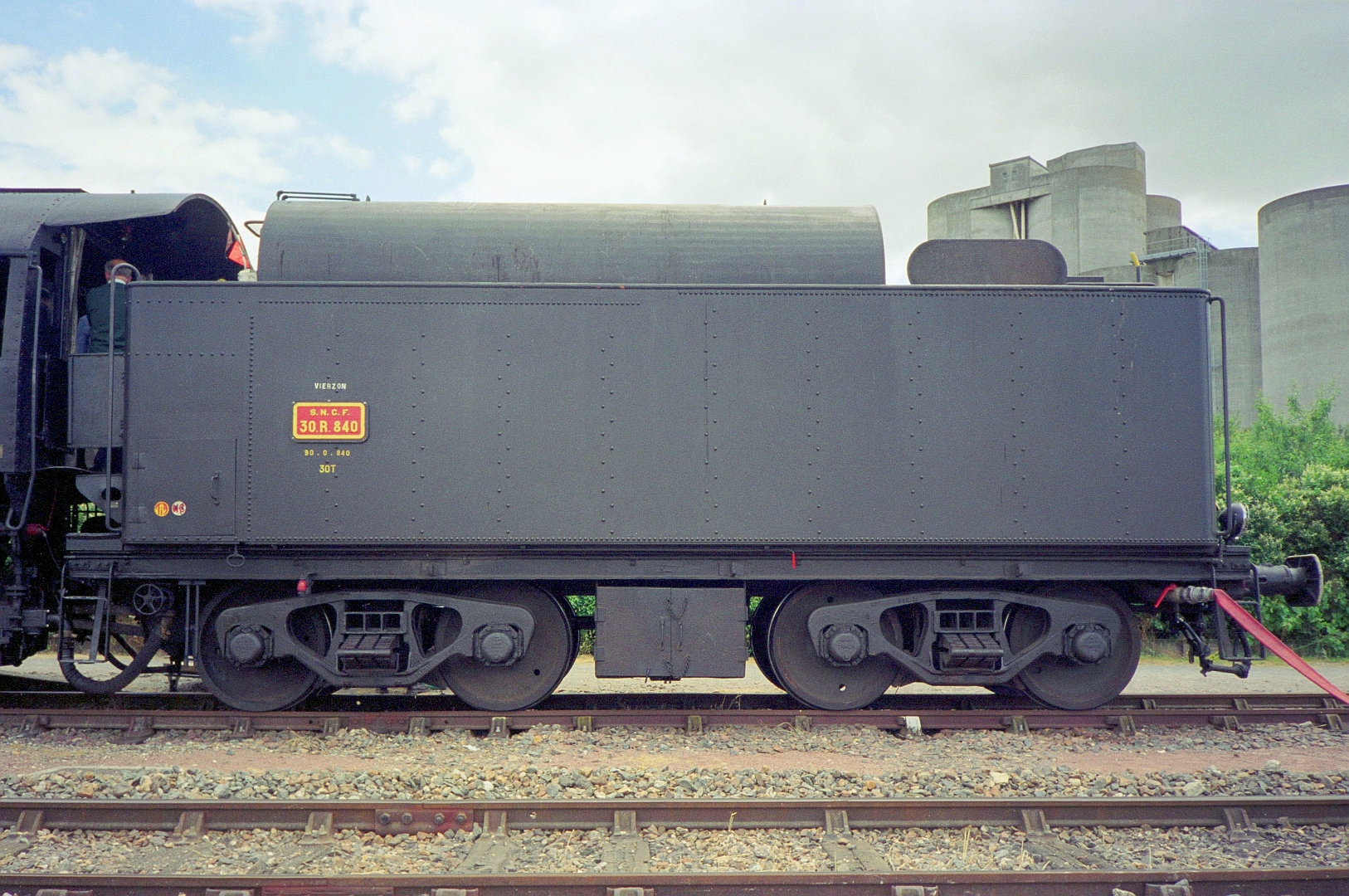
Genieteter Schlepptender 30 R der 141 R 840

## Verbleib
| Lokomotive | Hersteller                  | Herstellernummer | Baujahr | Heutige Heimat                                             | Wissenswertes | Bild                  |
| ---------- | --------------------------- | ---------------- | ------- | ---------------------------------------------------------- | --- | --------------------- |
| 141 R 420  | American Locomotive Company | 74293            | 1946    | Clermont-Ferrand                                           | Kohlefeuerung. · Eigentum der Société Civile de Conservation de la 141 R 420. · betriebsfähig · Als Monument historique klassifiziert (1987).                                                                | 141 R 420             |
| 141 R 568  | Baldwin Locomotive Works    | 72381            | 1945    | Vallorbe                                                   | Kohlefeuerung. Ehemals CITEV, dann durch die »Swiss Classic Train GmbH« erworben. betriebsfähig. | 141 R 568             |
| 141 R 840  | Baldwin Locomotive Works    | 72961            | 1946    | Aubrais                                                    | Ölfeuerung. · Eigentum der Amicale des Anciens et Amis de la Traction à Vapeur Centre/Val de Loire. · betriebsfähig · Als Monument historique klassifiziert (2003).                                          | 141 R 840             |
| 141 R 1108 | Lima Locomotive Works       | 9199             | 1946    | Écomusée du haut-pays et des transports von Breil-sur-Roya | Ölfeuerung. Eigentum der SNCF. Wird durch die Amicale des Anciens et Amis de la Traction à Vapeur AAATV Nice unterhalten. Im Museum ausgestellt.                                                             | 141 R 1108            |
| 141 R 1126 | American Locomotive Company | 74921            | 1946    | Toulouse                                                   | Ölfeuerung. · Eigentum der SNCF. · Wird durch die Amicale des Cheminots pour la Préservation de la 141 R 1126 unterhalten. · betriebsfähig · Als Monument historique klassifiziert (1998).                   | 141 R 1126            |
| 141 R 1187 | Baldwin Locomotive Works    | 73008            | 1946    | Eisenbahnmuseum Mülhausen                                  | Ölfeuerung. Eigentum der SNCF. In der Cité du train in Mülhausen ausgestellt. | 141 R 1187            |
| 141 R 1199 | Baldwin Locomotive Works    | 73048            | 1947    | Le Mans                                                    | Ölfeuerung · Eigentum der SNCF, zurzeit in Le Mans abgestellt. · Zuvor in Nantes beheimatet. · Als Monument historique klassifiziert (1984)                                                                  | 141 R 1199            |
| 141 R 1244 | Montreal Locomotive Works   | 75053            | 1946    | Brugg                                                      | Ölfeuerung. Eigentum des Verein Mikado 1244. betriebsfähig. | Locomotive 141 R 1244 |
| 141 R 1298 | Montreal Locomotive Works   | 75107            | 1947    | Nîmes                                                      | Ölfeuerung (Tender 30 R 1102). Eigentum der SNCF Wird durch die Association Provençale de Préservation et d’Animation Ferroviaire unterhalten. betriebsfähig, aber im Netz von SNCF Réseau nicht zugelassen. | Locomotive 141 R 1298 |